# پنتر ولی (نیوجرسی)
پنتر ولی (به انگلیسی: Panther Valley) یک منطقهٔ مسکونی در ایالات متحده آمریکا است که در آلاموچی، نیوجرسی واقع شده‌است. پنتر ولی ۷٫۷۱۳ کیلومتر مربع مساحت و ۳٬۳۲۷ نفر جمعیت دارد و ۱۸۰ متر بالاتر از سطح دریا واقع شده‌است.